# Stora Marøya
Stora Marøya ist eine Insel am nördlichen Ende des Gandsfjords in der norwegischen Provinz Rogaland. Sie gehört zum Gebiet der Stadt Stavanger.
Die unbewohnte Insel liegt etwa 700 Meter östlich der Halbinsel Stavanger. Nur etwa 260 Meter weiter nordöstlich befindet sich die etwas kleinere Insel Litla Marøya. Nördlich liegt die kleine Schäreninsel Klovnaskjer, südöstlich die große Insel Uskjo.
Stora Marøya erstreckt sich in Nord-Süd-Richtung über etwa 530 Meter, bei einer Breite von bis zu 300 Metern und erreicht eine maximale Höhe von 30 Metern. In den höheren Bereichen im Süden ist die Insel bewaldet.
1999 war die Insel von Birken und Tannen bewachsen. Es erfolgten dann Bemühungen den ursprünglichen Charakter einer von Beweidung geprägten Landschaft wieder herzustellen. Am 30. April 2015 besuchte die norwegische Ministerin für Klima und Umwelt, Tine Sundtoft und Dag Jørund Lønning, Direktor der Hochschule für Landwirtschaft und ländliche Entwicklung in Jæren, in diesem Zusammenhang Stora Marøya.